# Epicola mirabilis
Epicola mirabilis är en tvåvingeart som beskrevs av Spungis 1991. Epicola mirabilis ingår i släktet Epicola och familjen gallmyggor. Inga underarter finns listade i Catalogue of Life.